# Балицкий, Виталий Викторович
Вита́лий Ви́кторович Ба́лицкий (укр. Віталій Вікторович Балицький; 22 августа 1978, Хмельницкий — 23 июля 2018, Хмельницкий) — украинский футболист, защитник

## Игровая карьера
Воспитанник хмельницкого «Подолья». Первые тренеры — В. С. Козеренко, В. А. Сендел, Р. Г. Саркисов. Карьеру профессионального футболиста начинал в «Темпе-Адвис-2» из Шепетовки в 1995 году. В июне 1996 года сыграл четыре матча за киевский «ЦСКА-3» в любительском чемпионате, после чего вернулся в родной город, где отыграл за «Подолье» первый круг чемпионата первой лиги. Заканчивал сезон Балицкий уже в ЦСКА-2. В следующем чемпионате дебютировал в высшей лиге в составе ЦСКА (Киев). За четыре года в киевском клубе сыграл 85 матчей в высшей лиге, провёл 6 матчей в Кубке УЕФА и 4 — в Кубке Кубков. Дважды играл в финалах Кубка Украины.
После шести сезонов в составе «армейцев» Виталий Балицкий перебрался в российский чемпионат. В 2005 году играл в румынском чемпионате за ЧФР (Клуж-Напока). Завершил карьеру игрока в родном Хмельницком в составе местного «Динамо».

## Тренерская карьера
В 2011 году Виталий Балицкий начал тренерскую карьеру в ДЮФК «Подолье». В 2016 году стал главным тренером хмельницкого «Подолья».